# Леви, Людвиг Маврикиевич
Людвиг Маврикиевич Леви (31 декабря 1853 [12 января 1854], Варшава, Царство Польское, Российская империя — 16 мая 1927, Москва, СССР) — русский и советский инженер путей сообщения, конструктор паровозов, учёный.

## Биография
Родился 31 декабря 1853 (12 января 1854) года в Варшаве (Царство Польское), в еврейской семье. После окончания Варшавской гимназии, поступил на физико-математический факультет Варшавского университета, который закончил в 1874 году. Собираясь посвятить свою трудовую деятельность железнодорожному транспорту, Людвиг в том же году сдал вступительные экзамены в Петербургский институт инженеров путей сообщения и окончил его в 1877 году.
Трудовую деятельность начал слесарем на Здолбуновском участке, затем работал помощником машиниста; в 1879 году был переведён техником службы тяги в управление Киево-Брестской железной дороги.
В 1880 году был приглашён на должность заведующего паровозной службой управления Юго-Западной железной дороги. С 1886 года был заведующим техническим отделом Службы тяги Юго-Западной железной дороги. В этой должности проработал 10 лет. Во время работы сотрудничал с видным инженером и одним из руководителей Юго-Западной дороги А. П. Бородиным. Впервые, при участии Л. М. Леви в Киеве была организована научно-исследовательская станция по испытанию поездов и сделана значительная часть этих исследований. На участке железной дороги Киев-Фастов начали рациональную эксплуатацию поездов на российских железных дорогах.
Из управления Юго-Западной железной дороги, перешёл в управление Виндаво-Рыбинской железной дороги. С 1897 по 1901 год работал в должности начальника службы подвижного состава тяги и мастерских в Товариществе Московско-Виндаво-Рыбинской железной дороги.
С 1902 по 1905 год занимал такую же должность в Товариществе Московско-Киево-Воронежской железной дороги. После чего перешёл на должность начальника отдела этой же дороги, а с 1906 по 1918 год работал консультантом Технической части.
В 1918 году был командирован на венгерскую железную дорогу на участок Арад-Чанад, где организовал движение автомотрис.
С 1918 года — член Научно-технического комитета Народного Комиссариата путей сообщения РСФСР. Постоянный член Комиссии подвижного состава и мастерских, после смерти профессора Н. Л. Щукина избран председателем Механической секции.
Умер в Москве 16 мая 1927 года.

## Научные и конструкторские работы
Во время работы заведующим техническим отделом службы тяги Юго-Западной железной дороги, Л. М. Леви сконструировал по заказу Московско-Рыбинско-Виндавской дороги паровоз серии Р, который производился с 1892 по 1914 год паровозостроительными заводами России и Германии.
Л. М. Леви имел широкий круг научных интересов касающихся железнодорожного транспорта. В 1880—1882 году под руководством инженера А. П. Бородина при активном участии Л. М. Леви, была создана исследовательская станция в Киве, которая занималась исппытаниями локомотивов и поездов. Была разработана методика линейного испытания паровозов.
Л. М. Леви занимался практическим использованием системы двойного расширения пара — компаунд. Использование этой системы для паровозов помогало решить ряд проблем: увеличить продуктивность перевозок, скорость движения и мощность паровозов при экономии топлива и воды. В научных работах Л. М. Леви отражены как технические особенности предлагаемой сцепки локомотивов с тендерами, так и проблемы качества стали для производства бандажей колёс паровозов. Л. М. Леви уделяет внимание состоянию и повышению качества воды на железнодорожных станциях, предлагает химические методы её очистки, систему дезинфекции и уборки вагонов и т. д. Серьёзный анализ, содержится в работе Л. М. Леви о тормозной системе вагонов, состоянии чугунных тормозных колодок в разных режимах эксплуатации.
Л. М. Леви, на основании практического многолетнего опыта специалистов, составлял и внедрял должностные инструкции для кочегаров, ревизоров, дежурных по депо, начальников участков тяги, их помощников, паровозных бригад, смотрителей вагонов.
В 1902 году Л. М. Леви разработал и предложил формулу составления поездов по мощности паровозов. Большое внимание в одной из своих работ, он уделяет состоянию железнодорожной колеи и сигнализации на необслуживаемых переездах и предлагает свои решения.
В одной из своих работ, для улучшения качества металопроката и стандартизации изделий для железных дорог, предложил специальные альбомы профилей для металлопрокатных заводов.
Результаты практически всей научной работы Л. М. Леви докладывал на ежегодных съездах инженеров подвижного состава и тяги российских железных дорог, и они публиковались. Многие предложения сделанные Л. М. Леви, были приняты участниками съездов, и предлагались к внедрению руководителям железных дорог и Министерству путей сообщения Российской империи.

## Публикации
- Опытные исследования над применением системы «Compоund» и паровых «рубашек» к паровозным машинам, произведенные на Юго-Западных железных дорогах // Инженер. — 1886. — № 10. — С. 425—438.
- О применении к паровозам принципа «Компаунд» // Инженер. — 1893. — № 12. — С. 511—518.
- Опытное исследование влияния бандажной стали на службу бандажей // Инженер. — 1897. — № 1. — С. 23—33.
- Результаты применения химической очистки воды на Юго-Западных железных дорогах // Инженер. — 1895. — № 3. — С. 464.
- О практическом определении величины составов поездов в зависимости от размеров паровозов, профиля пути и средней скорости движения // Инженер. — 1882. — №. 5-6. — С. 165—172, 211—216.